# Nick Valensi
Nicholas Valensi (Nova York, 16 de Janeiro de 1981) é um dos guitarristas da banda nova-iorquina The Strokes. Atualmente toca guitarra no CRX.
Nascido em 16 de janeiro de 1981, é o mais jovem do grupo, que atingiu o sucesso quando ele tinha 21 anos de idade.

## Biografia
Nick nasceu em 16 de Janeiro de 1981, em Nova York, de origem judaica. Sua mãe era uma descendente de franceses, e seu pai era nativo da Tunísia. Ao crescer, ele passou todo verão na casa de seu avô, perto de Bordeaux, até a idade de 16. Quando tinha 5 anos ganhou sua primeira guitarra acústica, e sua primeira guitarra elétrica aos 8 anos de idade. Estudou na Dwight School onde conheceu Fabrizio Moretti, e vendo que ambos tinham gostos musicais parecidos, começaram a se reunir para tocar juntos. Deixou a Dwight School e foi estudar na Hunter College no ensino médio, onde conheceu Nikolai Fraiture. É casado com Amanda De Cadenet, uma fotógrafa inglesa, e tem 2 filhos, Silvan e Ella Valensi, gêmeos que nasceram em 2006. É fã de The White Stripes, The Cars, Guns N Roses e Television. Nick teve que utilizar uma carteira de identidade emprestada para poder tocar nos clubes.

## Vida pessoal
No verão de 2006, Nick se casou com Amanda de Cadenet, após 5 anos de namoro. De Cadenet publicou um livro de fotografias intitulado Rare Birds  em 2005, que inclui várias imagens de Valensi, a quem ela se refere como seu "muso" em seu site.
Valensi descreveu sua esposa como "A pessoa mais legal pessoa que eu conheço."
Amanda de Cadenet deu à luz de seus gêmeos fraternos, Silvan e Ella, em 19 de Outubro de 2006.

## Equipamentos e influências
A principal e mais usada guitarra de Nick é uma Epiphone Riviera P-94 que ganhou de seu amigo e guitarrista Albert Hammond Jr., em janeiro de 2016 enquanto a guitarra era transportada de Nova Iorque até Los Angeles a guitarra foi perdida, porém foi recuperada com a ajuda dos fãs. e as vezes uma Gibson Les Paul, seus pedais são um MXR Micro Amp e um Visual Sound Jekyll & Hyde Overdrive para distorções e overdrives, um Demeter Tremulator para efeitos de tremulação e um afinador BOSS TU-2.
Ele cita influências como The Velvet Underground, The Cars, George Harrison, Slash e Blondie

## Discografia

### The Strokes
| Ano  | Album                      |
| ---- | -------------------------- |
| 2001 | Is This It                 |
| 2003 | Room on Fire               |
| 2006 | First Impressions of Earth |
| 2011 | Angles                     |
| 2013 | Comedown Machine           |
| 2020 | The New Abnormal           |

### Renée Fleming
| Ano  | Album                    |
| ---- | ------------------------ |
| 2010 | Dark Hope                |
| 2012 | The Art of Renée Fleming |

### Regina Spektor
| Ano  | Album         |
| ---- | ------------- |
| 2006 | Begin to Hope |

### CRX
| Ano  | Album    |
| ---- | -------- |
| 2016 | New Skin |
| 2019 | Peek     |